# Wahaya
La wahaya ou  wahiya ou pratique de la cinquième épouse est un système d'esclavage qui permet à des hommes riches et des chefs traditionnels d'acheter des femmes pour des travaux domestiques, des relations sexuelles et avoir de nouveaux enfants. 

## Historique
La wahaya ou pratique de la cinquième épouse consiste à acheter des jeunes femmes, parfois mineures et d’ascendance servile, achetées à leurs parents pour être vendues et mariées, elles sont alors exploitées, voir pour certaines abusées sexuellement,. Cet esclavage se retrouve en particulier au Niger et au Nigéria.
Pour l'universitaire Benedetta Rossi, spécialiste de l'esclavage au Niger à l'University College de Londres : « il s'agit d'une forme de trafic sexuel » ». En effet dans l'Islam, la prostitution et les relations sexuelles hors mariage sont interdites. Les hommes peuvent avoir au maximum quatre épouses selon la loi islamique. Ils prennent alors des concubines, appelées par euphémisme « cinquièmes épouses ». L'universitaire François Dufour indique que la pratique des wahayas s’inscrit dans une interprétation de versets coraniques dont l'objectif est la légitimation de ce statut social. C'est aussi le cas pour les talibés, des jeunes garçons qui peuvent subir des conditions de vie s’apparentant à l’esclavage dans les écoles coraniques.
Les enfants de femmes wahaya naissent libres. Ainsi une wahaya permet aux hommes d'engendrer des enfants qui « renforce son statut. On ne fait pas que des relations sexuelles, on engendre des héritiers ».
La wahaya est une pratique qui existe depuis plusieurs siècles. Au début du XXe siècle, les colons français l'interdisent, mais sans poursuivre systématiquement les coupables. 
Selon une étude de 2012 de l'ONG Anti-Slavery International, les femmes wahaya viennent de familles ayant un statut d'esclave, souvent des « Touaregs noirs ». Sur 165 femmes interrogées, 129 étaient des descendantes d’esclaves.  
Au Niger, malgré la criminalisation de l'esclavage en 2003, le statut de wahaya perdure. Selon Ali Bouzou, secrétaire général de l’ONG abolitionniste Timidria, le Niger comporte, en 2015, 870 363 esclaves. Ali Bouzou évoque comme raison en particulier la pratique de la cinquième épouse, la wahaya.
Hadizatou Mani, née en 1984, a été achetée 500 dollars en 1996 à l'âge de 12 ans. Libérée en 2005, soutenue par des ONG, elle a mené un long combat juridique pour obtenir sa liberté puis a participé à la libération d'autres esclaves,. En 2019, à la suite des décisions judiciaires favorables à Hadizatou Mani, le jugement du tribunal nigérien indique : « Cette coutume est contraire aux lois de la République et aux conventions internationales régulièrement ratifiées par le Niger ».